# Áo trắng sân trường (phim)
Áo trắng sân trường là một bộ phim dành cho lứa tuổi học trò, rất thành công vào thập niên 1990. Bộ phim được công chiếu vào tháng 5 năm 1994, mang yếu tố giáo dục cao thông qua những tình huống nhẹ nhàng, dễ thương và rất học trò.

## Nội dung
Kim Xuyến, Đăng Thục và Cúc Hương là ba người bạn thân. Học cùng một lớp. Mỗi người một vẻ, một tính cách, một thế mạnh.
Một hôm, ba người tình cờ phát hiện tại quán nước đối diện cổng trường, có một anh chàng có vẻ ngoài rất tuấn tú và trí thức, đang ngồi lỳ hàng giờ uống cà phê, với vẻ lấp ló chờ đợi ai. Họ đã đường đột kéo đến thăm hỏi anh, thế là tình bạn của họ bắt đầu. Một thời gian sau, họ dường như muốn tìm hiểu nhiều hơn về Gia. Từ đó đã diễn ra một cuộc điều tra về anh. Nhưng Gia vẫn luôn mỉm cười đầy rộng lượng với cuộc thử thách của ba cô đề ra. Cũng từ đây họ càng hiểu nhau hơn và việc gặp nhau thường ngày như một thói quen không thể bỏ. Gia cũng giúp 3 nàng giải quyết những vướng mắc hàng ngày của họ.
Rồi một hôm nọ, thầy hiệu trưởng giới thiệu anh (tức Gia) chính là thầy chủ nhiệm mới lớp 11A của họ. Anh nhẹ nhàng gỡ rối tài tình cho họ. Và thế là Gia đã bước vào nghề sư phạm bằng kỷ niệm đáng nhớ đối với các cô học trò của mình.

## Nhóm làm phim
- Đạo diễn: Lê Dân
- Biên kịch: Lê Dân, dựa theo tiểu thuyết Nữ sinh của Nguyễn Nhật Ánh
- Diễn viên chính: Lê Công Tuấn Anh, Y Phụng, Ngô Mỹ Uyên, Hoàng Trinh, Thế Anh
- Quay phim: Phạm Việt Thanh
- Âm nhạc: Phú Quang
- Giám đốc sản xuất và Biên tập: Trần Luân Kim

## Đặc điểm
Kịch bản phim được tạo nên từ tiểu thuyết Nữ sinh của Nguyễn Nhật Ánh. Lời thoại phim được đạo diễn lựa chọn rất phù hợp, tình tiết đối thoại mang tính ngẫu nhiên, dễ thương và hài hước. Phần lựa chọn diễn viên hợp lý cũng góp phần tạo nên cho thành công của tác phẩm học đường này: Lê Công Tuấn Anh vai thầy giáo hiền lành cùng với Y Phụng, Ngô Mỹ Uyên, Hoàng Trinh vào vai 3 cô nữ sinh, bộ tứ này đã tạo nên thành công với nét diễn tự nhiên.

## Nhận định
Theo lời đạo diễn Lê Dân: "Sau khi phim ra mắt khán giả, tôi đã nhận được những lời tán thưởng qua điện thoại, đặc biệt từ các nhà giáo dục và các học sinh, sinh viên".
Theo nhà báo Lan Anh của tạp chí Màn ảnh sân khấu (số ra tháng 8 năm 1994) thì: "Áo trắng sân trường là bộ phim "học trò" nhất trong số các bộ phim về đề tài học trò đã được công chiếu trước đây… Không có những mối tình tay ba nghiệt ngã, không có những cảnh ngộ éo le bất trắc, không đem tình yêu vào mối quan hệ "thầy – trò", bộ phim Áo trắng sân trường giữ lại cho lứa tuổi mộng mơ nét trinh nguyên dễ thương và chút rung động đầu đời. Và có lẽ cũng vì thế, bộ phim ít tạo nên kịch tính ngoài cái vẻ hồn hậu, dễ thương, đẹp như một bài thơ về lứa tuổi học trò".
Theo nhà báo Thanh Minh của tạp chí Điện ảnh Thành phố Hồ Chí Minh (số ra ngày 21 tháng 8 năm 1994) thì: "Thứ nhất, là sự lựa chọn diễn viên hợp lý; tạo hiệu quả đồng đều cho các vai diễn (đặc biệt đối với phim có nhiều nhân vật phụ và thứ cùng tham gia vào một đường dây phát triển câu chuyện ở từng bối cảnh cụ thể). Thứ hai, kịch bản phim giản dị, chứa đựng hạt nhân phát triển tình huống mang màu sắc "ngẫu nhiên" nhưng lại khá lôgic và hợp lý. (Chúng ta đều biết không phải bất cứ bộ phim thành công hoặc hấp dẫn nào cũng đều bắt nguồn từ cốt truyện chứa đựng nhiều kịch tính, nhiều tuyến xung đột, mâu thuẫn dạng Mélodrame. Có những tác phẩm mà đề tài chỉ là cái cớ, cái khung để tác giả thả vào đó những gì chất chứa trong thâm tâm mình, nhiều khi một cốt truyện không ra truyện lại mang đến hiệu quả thẩm mỹ hết sức bất ngờ). Thứ ba, thoại phim được gọt tỉa kỹ. Thế nên, tác dụng giáo dục và thẩm mỹ tự nó nằm ngay trong các chi tiết chọc cười, có tính khôi hài của nhân vật. Sự hợp lý của lời thoại dẫn đến việc xử lý tốt độ dài đoạn phim và các trường đoạn có liên quan. Nó giúp gạt bỏ những lúng túng, ấu trĩ trong diễn xuất, tránh được sự nhàm chán, đơn điệu…"